# Коромандел (полуостров)
Коромандел (англ. Coromandel Peninsula) — полуостров острова Северный (Новая Зеландия).
Выдаётся в океан примерно на 85 километров, находится между заливами Хаураки и Ферт-оф-Темс, ширина не превышает 40 километров. Самый крупный город государства, Окленд, находится в 42 километрах к западу и в ясную погоду виден с крайней западной точки полуострова.
Рельеф — холмистый, покрыт влажными субтропическими лесами, берега обрывистые. Хребет Коромандел в наивысшей точке достигает почти 900 метров над уровнем моря и является геологическим продолжением острова Грейт-Барриер. Несмотря на близость к таким крупным городам как Окленд и Тауранга, полуостров остаётся практически незаселённым, заросшим природным густым лесом.
Полуостров окружают группы небольших островов: Мотукавао, Олдермен, Слиппер и Меркьюри.
Полуостров находится вблизи Оклендского вулканического поля. Обнаружены следы бурной вулканической активности в миоцене и плиоцене. С тех пор активность сместилась в зону Таупо, хотя в последнее время извержения были зафиксированы в 25 км от полуострова на острове Мэр. На пляже Хот-Уотер (центр восточного побережья) действуют геотермальные источники.
Этот полуостров по 37-й параллели пересекают герои романа Жюля Верна «Дети капитана Гранта».

## Население
Основное население полуострова проживает в небольших посёлках в юго-западной и юго-восточной частях полуострова, лишь пять из них имеют население свыше 1000 жителей Коромандел, Фитианга, Темс — более 5000 жителей, Таируа и Фангамата — значительная часть этих поселений сезонна: многие приезжают туда лишь на Рождество и Новый год.
Полуостров является местом проведения досуга хиппи и представителями субкультур, предпочитающих альтернативный стиль жизни: за экологию и назад к природе.

## Промышленность и достопримечательности
Раньше на полуострове добывали золото (большинство шахт законсервировано в 1980-х, по состоянию на 2009 год осталась лишь одна действующая) и заготовляли древесину каури, ныне он является одним из излюбленных место эко-туристов, впечатлённых девственным лесом, занимающим бо́льшую центральную часть полуострова, уютными пляжами и великолепными пейзажами. Также гидами активно муссируется легенда о местном «родственнике» снежного человека, Мохо (Moehau), якобы обитающем на холмах полуострова.

## Происшествия
4 января 2011 года на берега полуострова выбросилось значительное количество рыбы Australasian snapper (замор рыбы).

## Галерея

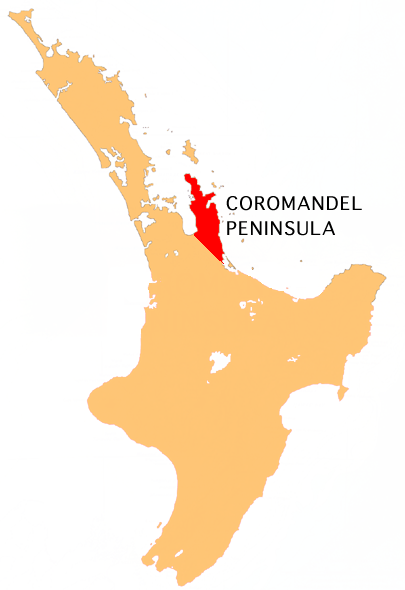
Полуостров на карте острова Северный
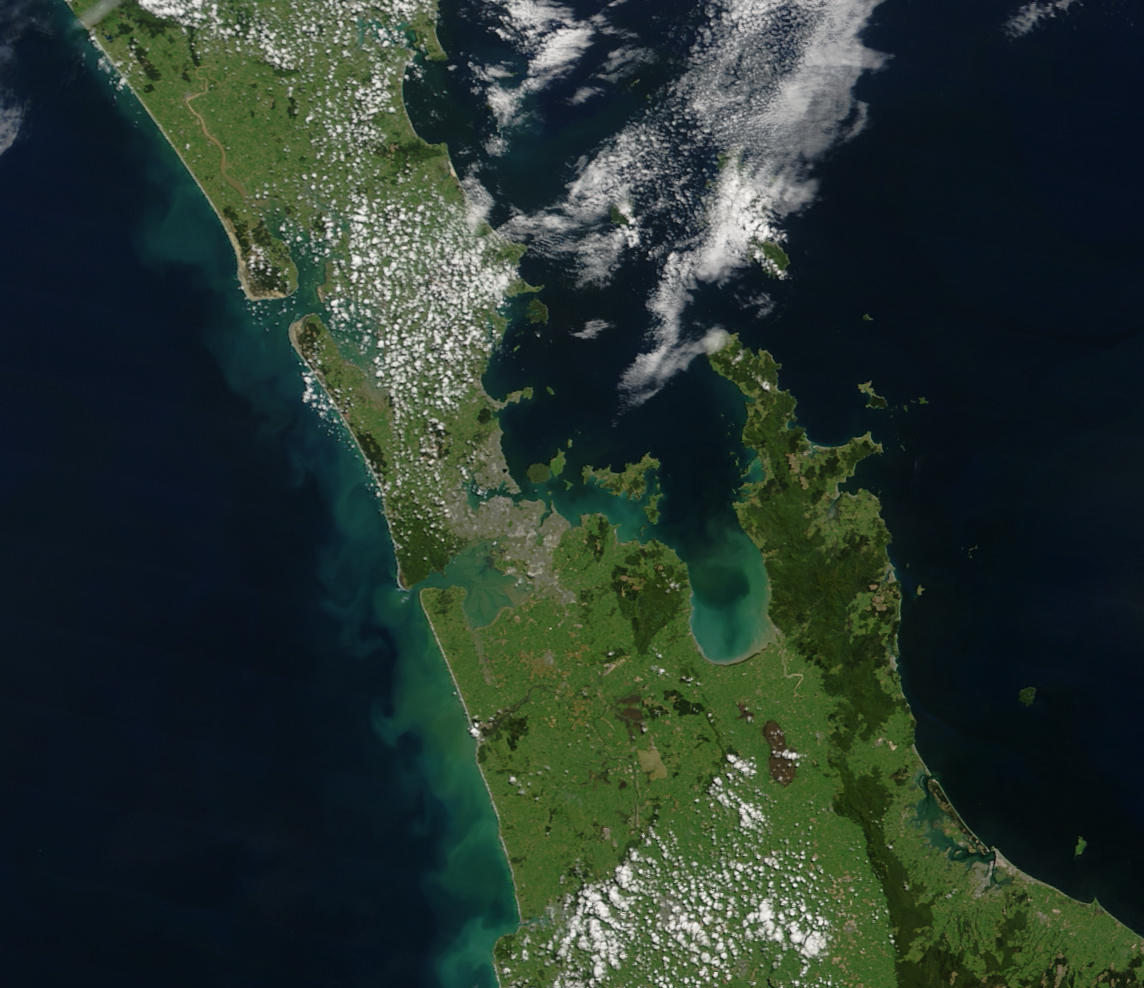
Полуостров на снимке из космоса (справа)
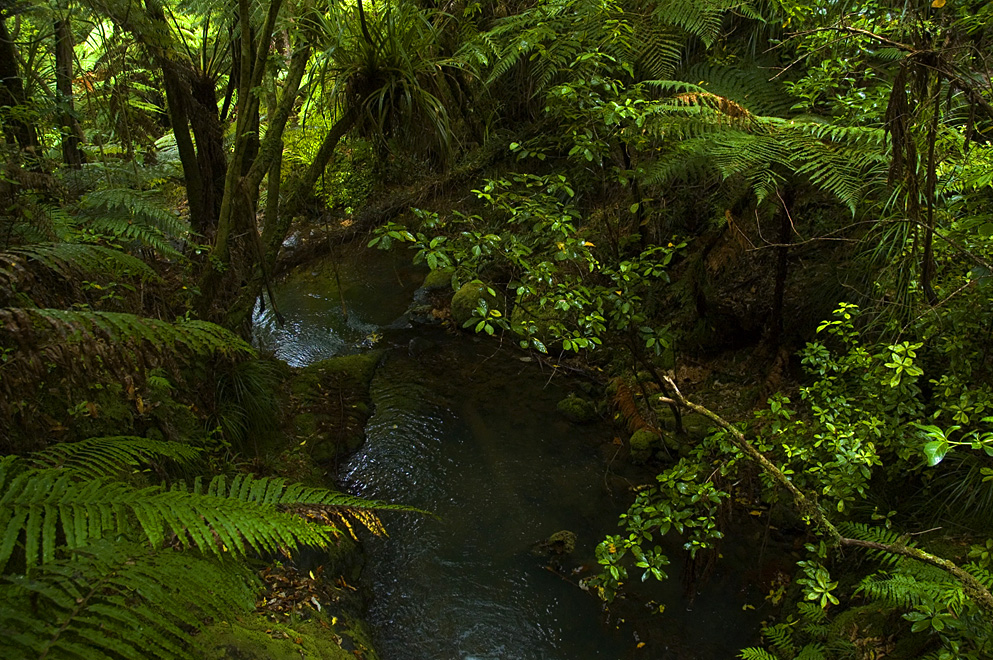
Леса на полуострове
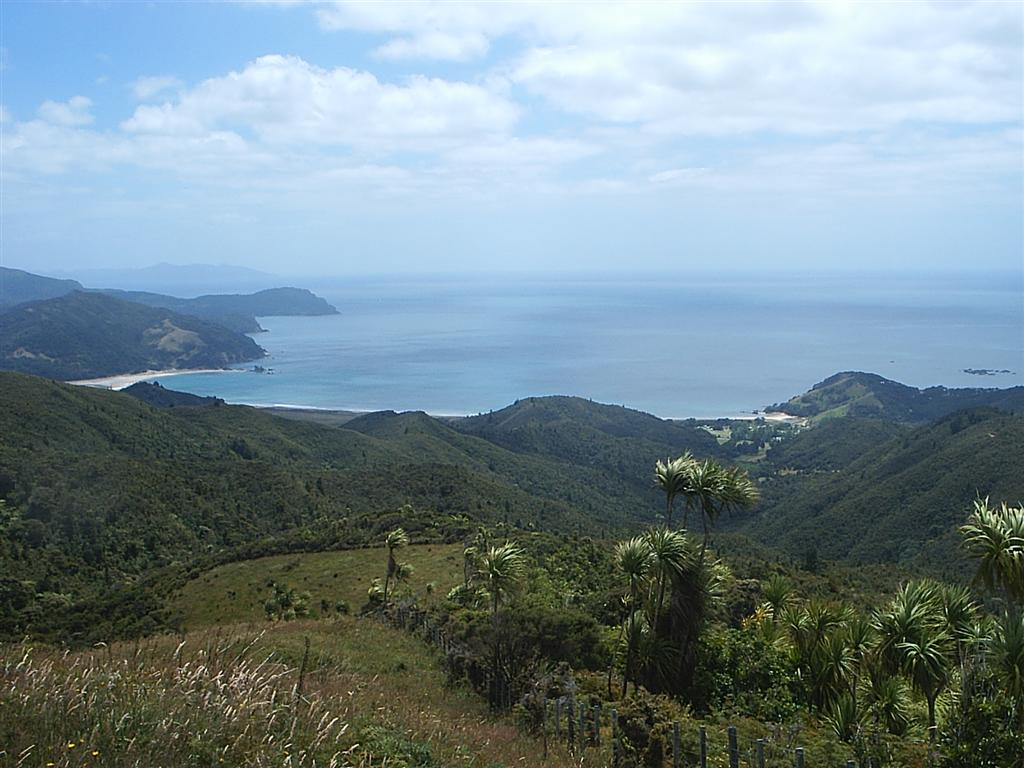
Залив Уаикауау